# Francesco Gheghi
Francesco Gheghi (Marino, 19 agosto 2002) è un attore italiano.

## Biografia
Nato a Marino da padre pizzaiolo romano e madre statunitense proveniente da una famiglia di origini italiane, comincia a studiare recitazione a tredici anni, partecipando a laboratori teatrali come Heart for Dance, Roma Arte e Spettacolo e Carpe Diem - Teatro. Frequenta anche la scuola di recitazione "Jenny Tamburi". Ha esordito all'età di 14 anni col film di Daniele Luchetti Io sono Tempesta (2018), nel ruolo del figlio di Elio Germano. L'anno seguente si è fatto notare come protagonista del film Mio fratello rincorre i dinosauri, nel ruolo del fratello maggiore di un bambino con la sindrome di Down. Parallelamente, prosegue gli studi fino al diploma.
È apparso poi in Padrenostro (2020), accanto a Pierfrancesco Favino, ritornando protagonista ne Il filo invisibile (2022) di Marco Simon Puccioni, primo film italiano ad affrontare il tema dell'omogenitorialità, nel ruolo del figlio di Francesco Scianna e Filippo Timi, e nell'horror Piove (2022), dove recita accanto a Fabrizio Rongione.  Nel 2023 recita nel Romeo e Giulietta messo in scena dal Piccolo Teatro per la regia di Mario Martone, venendo definito da Repubblica "un Romeo inquieto e autentico".
Nel 2024 interpreta un giovane parricida nel film tratto da una storia vera Familia, che gli vale il premio Orizzonti al migliore attore alla Mostra del cinema di Venezia e riceve una candidatura ai David di Donatello per il miglior attore protagonista. Lo stesso anno viene distribuito il cortometraggio da lui diretto La buona condotta, venendo riconosciuto con il Corto d'argento alla migliore opera prima nel 2025.
Nel 2025 è co-protagonista con Alessandro Gassmann nel film Mani nude di Mauro Mancini  ed è presente nel cast del film Fuori di Mario Martone.

### Vita privata
È tifoso dell'AS Roma. È fidanzato con l'attrice Lea Gavino. Ha una sorella maggiore, Sofia. 

## Filmografia

### Attore

#### Cinema
- Io sono Tempesta, regia di Daniele Luchetti (2018)
- Mio fratello rincorre i dinosauri, regia di Stefano Cipani (2019)
- Padrenostro, regia di Claudio Noce (2020)
- Il filo invisibile, regia di Marco Simon Puccioni (2022)
- Come le tartarughe, regia di Monica Dugo (2022)
- Piove, regia di Paolo Strippoli (2022)
- Roma Blues, regia di Gianluca Manzetti (2023)
- Maschile plurale, regia di Alessandro Guida (2024)
- Familia, regia di Francesco Costabile (2024)
- Marcello, regia di Maurizio Lombardi – cortometraggio (2024)
- Mani nude, regia di Mauro Mancini (2024)
- Fuori, regia di Mario Martone (2025)

#### Televisione
- A muso duro - Campioni di vita, regia di Marco Pontecorvo – film TV (2022)

### Regia

#### Cortometraggi
- La buona condotta (2024)

## Teatro
- Romeo e Giulietta di William Shakespeare, regia di Mario Martone, scene di Margherita Palli, luci di Pasquale Mari. Piccolo Teatro, Teatro Strehler di Milano (2023)

## Riconoscimenti
- Mostra internazionale d'arte cinematografica
  - 2024 – Premio Orizzonti per la miglior interpretazione maschile per Familia
  - 2024 – Premio RB Casting per Familia
- Fabrique du Cinema Awards
  - 2022 – Miglior attore per Il filo invisibile

- David di Donatello
  - 2025 – Candidatura al miglior attore protagonista per Familia
- Corti d'argento
  - 2025 – Migliore opera prima per La buona condotta